# Kirby (Wyoming)
Kirby é uma cidade  localizada no estado norte-americano de Wyoming, no Condado de Hot Springs.

## Demografia
Segundo o censo norte-americano de 2000, a sua população era de 57 habitantes.
Em 2006, foi estimada uma população de 55, um decréscimo de 2 (-3.5%).

## Geografia
De acordo com o United States Census Bureau tem uma área de
0,3 km², dos quais 0,3 km² cobertos por terra e 0,0 km² cobertos por água. Kirby localiza-se a aproximadamente 1301 m acima do nível do mar.

## Localidades na vizinhança
O diagrama seguinte representa as localidades num raio de 68 km ao redor de Kirby.